# Teerstuhl
Als Teerstuhl (Meläna) bezeichnet man in der Medizin schwarz gefärbten  Stuhl. Das Auftreten von frischem Blut im Stuhl bezeichnet man als Hämatochezie. 
Die schwarze Verfärbung des Stuhls wird durch den Gehalt an Hämatin verursacht. Hämatin entsteht, wenn Hämoglobin mit Magensäure in Verbindung kommt. Das Eisen im Hämoglobin wird hierbei oxidiert und es kommt zu einer Farbänderung. Die Blutungsquelle befindet sich daher meistens im oberen Verdauungstrakt. Es kann aber bei langsamer Darmpassage (länger als fünf Stunden) auch bei Blutungen im Dünn- und Dickdarm zu Teerstuhl kommen, wenn Hämatin durch bakterielle Zersetzung des Hämoglobins entsteht. Teerstuhl riecht übel und ist glänzend.

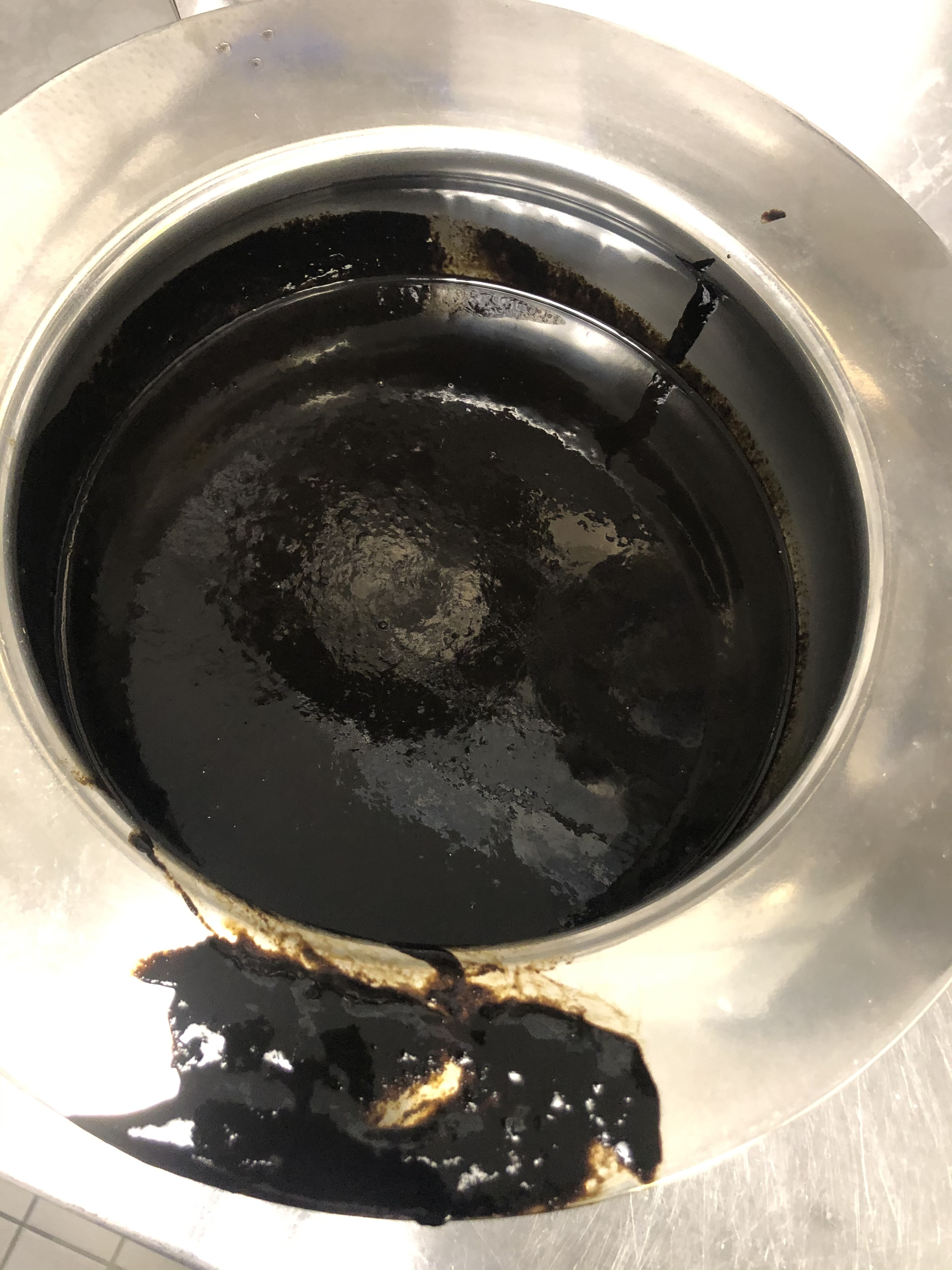
Teerstuhl bei einem Patienten mit duodenaler Blutung

Zu unterscheiden ist Teerstuhl unter anderem von schwarzem Stuhl bei Eisengabe. Bei diesem ist der Haemoccult-Test im Gegensatz zum Teerstuhl negativ.
Als Melaena spuria bezeichnet man das Auftreten von Teerstuhl durch das Verschlucken von mütterlichem Blut bei Neugeborenen oder Säuglingen. Auftreten kann dies unter der Geburt oder durch Rhagaden der mütterlichen Brust beim Stillen.